# Casa museo Adriano Colocci Vespucci
La Casa Museo Adriano Colocci Vespucci è l’antica residenza gentilizia dei marchesi Colocci Vespucci. È situata al secondo piano di Palazzo Colocci, una delle più importanti dimore nobiliari della città di Jesi, in provincia di Ancona, nelle Marche.

## Storia
È documentato che la famiglia Colocci fosse proprietaria di una casa prospiciente l’attuale piazza almeno fin dalla fine del 1300 e nel 1435 un Angelo Colocci (gonfaloniere di Jesi e poi priore di Fabriano, nonno dell’Angelo umanista) chiese l’autorizzazione a costruire un portico davanti alla facciata della sua casa. Nel 1513 un altro Angelo Colocci, umanista e monsignore, poi vescovo di Nocera e segretario apostolico, chiese al Comune di ampliare l’edificio Il palazzo è stato oggetto di una serie di interventi di ristrutturazione nei secoli XVI e XVII. Dopo una prima trasformazione settecentesca, l’appartamento al secondo piano che ospita le sale museali,  viene ristrutturato nei primi anni del ‘900 da Adriano Colocci Vespucci, viaggiatore instancabile, deputato al Parlamento nazionale del Regno d’Italia e giornalista.
Nel 1984 l’Amministrazione Comunale ha acquisito gran parte del Palazzo Colocci, insieme agli arredi e all’archivio storico della famiglia, dalla marchesa Maria Cristina Colocci Vespucci, ultima erede del casato. Dal 1985 l’appartamento del secondo piano è sede del museo dedicato al padre, Adriano Colocci Vespucci, mentre in alcune sale del primo piano è custodito l’Archivio Colocci Vespucci, facente parte del patrimonio archivistico della Biblioteca comunale Planettiana di Jesi.

## La sede e gli spazi
La Casa Museo a lui intitolata mantiene intatta l’aura di una privata abitazione con stanze di rappresentanza rimaste immutate, a testimoniare un costume di vita che faceva del “ricevere” una vera e propria attività sociale primaria, con le sue regole e le sue convenzioni. La distribuzione degli ambienti è settecentesca con le sale infilate una dopo l’altra. Le vetrine e le consolles ospitano ancora utensili da lavoro, soprammobili, servizi di tazze e memorie familiari in disordinato assetto cronologico.
L’ingresso è decorato con gli stemmi delle famiglie Colocci (un leone di profilo che tiene con la zampa uno scudo con una banda d’argento e due rose) e Vespucci (uno scudo con una banda con le vespe e sotto la dicitura Amerigo Vespucci fiorentino). I medesimi scudi araldici sono riportati anche sui vetri della finestra della sala da pranzo, tappezzata di pannelli di legno, dove spiccano la tavola apparecchiata con servizi da tavola recanti cifre e corone marchionali della famiglia, un caminetto rinnovato nel 1909, due mobili di fine ottocento e una vetrina a quattro ante piena di servizi di piatti, bicchieri, tazze di diversa epoca e provenienza. La casa è ricca di salotti per accogliere gli ospiti, ascoltare musica, fare conversazione e declamare poesie. Si susseguono il Salotto Rosso, il Salotto giallo e il Salone delle feste, utilizzato solo per le occasioni più importanti.  Gli oggetti che decorano questi salotti sono di rappresentanza: ritratti di famiglia, busti in bronzo, lampadari in vetro di Murano, orologi preziosi di fine ‘700 e ‘800,  un pianoforte ottocentesco, curiosità varie e ricordi di viaggi. Lo studiolo e la stanza dell’archivio, con il grande armadio a muro a tutta altezza, permettono di conoscere meglio Adriano Colocci Vespucci, che fu fervente custode e profondo conoscitore della ricchissima e prestigiosa biblioteca che proprio l’umanista Angelo Colocci per primo iniziò ad organizzare. Dai documenti di famiglia, conservati sin dalle origini, riuscì anche a ricostruire l’albero genealogico dei Colocci. Un'ultima sala che affaccia sul salone delle feste è la camera da letto che tuttavia in origine probabilmente fungeva da salottino per il buffet e stanza da fumo, visti i suoi collegamenti con i passaggi segreti della servitù.

## La collezione
La collezione è costituita da una serie di oggetti che nel loro insieme testimoniano le abitudini, lo stile di vita e il modo di pensare di una famiglia aristocratica jesina in un arco di tempo che va dal ’700 a buona parte del ‘900. Alcuni beni sono andati perduti per il cambiare delle mode o per far fronte a difficoltà economiche, ma ciò che rimane è di notevole interesse sia per il suo valore artistico sia per il suo valore storico-documentario. Oltre ad opere di artisti locali quali Antonino Sarti, Aquilini e Domenico Valeri sono presenti dipinti di provenienza emiliana e romana, vista la presenza di parenti e agenti dei Colocci nelle città di Bologna e Roma. I dipinti, distribuiti sulle pareti delle sale museali, sono riconducibili a tre nuclei: opere a carattere decorativo, di matrice devozionale o con funzione autocelebrativa del casato. Al primo nucleo appartiene un dipinto della metà dell’800 raffigurante la Nascita di Federico II ambientata in una fantastica Jesi gotica, opera di Luigi Mancini o forse di Adriano Colocci (1793 – 1847), spirito estroso, amante dell’arte e pittore a sua volta. Tra le opere a carattere devozionale oltre ad una pregevole “Crocifissione” ad olio su alabastro del XVIII sec. è presente un rarissimo “Presepe” di carta e stoffa, dipinto a mano, un dono per il Natale dei genitori per i bambini come era tradizione nel XVIII sec. La galleria dei ritratti di famiglia è dei tre nuclei quello rimasto intatto: da un lato ci sono i ritratti degli esponenti della famiglia Colocci a partire dall’umanista, vescovo e segretario apostolico Angelo Colocci (1467-1549), intellettuale dai vasti interessi, raffinato uomo dedito alla poesia, astronomo, archeologo e collezionista di opere d’arte e libri antichi. Il ritratto conservato nel museo, opera del pittore piemontese Lorenzo Kirchmayr (1869-1933), è una replica fedele di un prototipo risalente al 1746, quindi postumo, voluto da Adriano Colocci per celebrare l’illustre antenato che viene ritratto nell’atto della scrittura, vestito di abiti curiali e sguardo austero. Il pittore Kirchmayr viene incaricato tra il 1913 e il 1914 di ridipingere i quadri degli antenati più rovinati ritenuti irrecuperabili e di completare la galleria con i ritratti delle ultime generazioni della famiglia. Alla collezione appartengono anche una decina di dipinti che ritraggono i componenti illustri della famiglia Vespucci, tra questi un ritratto di Amerigo e suo fratello Simone da fanciulli, opera di fine ‘600 del pittore fiammingo Ras Cok Van der Pins, e una copia tardo ottocentesca di un ritratto del navigatore con cannocchiale e carta nautica in mano conservato agli Uffizi di Firenze. Tra le varie curiosità. Nel salotto giallo è presente una vetrina con un repertorio di curiosità e ricordi di famiglia: ventagli, servizi per scrittoio in avorio, set da cucino, carnet da ballo, orologi molto preziosi del ‘700 e ‘800. Una vera rarità dell’antiquariato è l’orologio del 1600 conservato nella camera da letto del museo. Il manufatto a forma di edicola in legno con al centro l’immagine di Maria trasportata dagli angeli dipinta su rame, si apre ancora e funzionava con una candela che veniva accesa tutta la notte e segnava le ore.